# Metallo
Metallo es un nombre usado por múltiples supervillanos que aparecen en los cómics publicados por DC Comics, comúnmente como un adversario de Superman.
Metallo generalmente se representa como un cyborg con una fuente de poder de Kryptonita en su corazón, que usa como arma contra Superman. En 2009, Metallo fue clasificado como el 52.º villano de historietas más grande de IGN de todos los tiempos.

## Historial de publicaciones
John Corben y Metallo aparecieron por primera vez en la historia del cómic de Superman, "La amenaza de Metallo", que se desarrolló entre el 15 de diciembre de 1958 y el 4 de abril de 1959.
El personaje debutó en los cómics en Action Comics # 252 (mayo de 1959), en una historia de Robert Bernstein y el dibujante Al Plastino.
Hubo un "Metalo" anterior que apareció en World's Finest # 6 (verano de 1942). Este fue solo un hombre que descubrió el metal más poderoso de la tierra e inventó un suero de fuerza.

## Biografía del personaje ficticio

### La Edad de Oro Metalo
El Superman de la Edad de Oro luchó contra un científico anónimo que se hacía llamar Metalo y que vestía una armadura de acero. Años más tarde, Superman se encontró con el villano por segunda vez. Metalo (ahora llamado George Grant) tenía una nueva armadura y también había tomado un suero para aumentar su fuerza a niveles sobrehumanos. Expuso a Superman a un rayo que redujo significativamente su poder y le dio a Metalo una fuerza superior en su primera batalla. Superman se involucró en un largo régimen de ejercicio y entrenamiento para restaurar sus poderes y regresó para derrotar fácilmente a Metalo.

### Primer Metallo de la Edad de Plata
Un Metallo diferente apareció como el robot de Jor-El para luchar contra Superboy en Superboy # 49 (1956).

### John Corben
John Corben era originalmente un periodista (y secretamente un ladrón y asesino) que acababa de cometer lo que pensó que era el asesinato perfecto. Mientras huía de la escena del crimen, sufrió un accidente casi fatal que destrozó su cuerpo sin posibilidad de reparación. Un científico anciano, el profesor Vale, se encontró con él y usó su habilidad científica para transferir el cerebro de Corben a un cuerpo robótico cubierto por una piel artificial parecida a la carne. Corben descubrió que su fuente de energía, una cápsula de uranio, solo duraría un día, pero Vale le dijo que la kryptonita le proporcionaría una fuente de energía indefinida.
Después de obtener un trabajo en el Daily Planet, Corben trató brevemente de enamorarse de Lois Lane, mientras decidía que usaría sus poderes para eliminar a Superman, la única persona que podría exponer sus actos criminales. Después de colocar una trampa mortal de kryptonita para Superman, Corben robó lo que pensó que era otra muestra de kriptonita de un museo como una nueva fuente de alimentación, sin saber que era un accesorio falso; este error le hizo morir, justo cuando estaba a punto de matar a Lois Lane por descubrir que él no era Superman (como pretendía ser, siendo superfuerte e invulnerable como un cyborg). Superman finalmente escapó de la trampa de kryptonita y llegó justo después de que Metallo (John Corben) había muerto.

### El Edad de Bronce Metallo / Roger Corben
Un segundo Metallo, el hermano de John, Roger Corben, debutó en Superman # 310 (abril de 1977) de Curt Swan y Martin Pasko. Este Metallo fue creado por una organización secreta llamada "CRÁNEO" que transfirió el cerebro de Roger a un nuevo cuerpo robótico para que pudiera vengarse de Superman por la muerte de su hermano. Al igual que el Metallo anterior, este también funcionaba con kryptonita, aunque esta versión más nueva llevaba una armadura naranja y verde, así como un casco verde para ocultar la "nueva" identidad que había creado mediante cirugía plástica (que resultó ser WGBS Staffer Martin Korda).
Esta versión de Metallo regresó a lo largo de la Edad del Bronce. Su última aparición apareció en "¿Qué le pasó al hombre del mañana?" (1986) de Alan Moore.

### El Metallo de la Edad Moderna
Después de que John Byrne reescribió los orígenes de Superman en la miniserie de 1986 The Man of Steel, a Metallo también se le dio una historia de fondo alterada.
En esta versión, John Corben era un estafador de poca monta que resultó fatalmente herido en un accidente automovilístico, pero gracias a la suerte, el profesor Emmet Vale pasó de largo. El profesor Vale fue un pionero en robótica y creía erróneamente que Superman era el primero de una ola de invasores Kryptonianos superpoderosos después de recuperar la nave de Superman y traducir mal el mensaje de Jor-El a su hijo. Vale trasplantó el cerebro de Corben a un cuerpo de aleación robótica, que funcionaba con un trozo de Kryptonita de dos libras, y le ordenó que matara a Superman. Metallo, ahora el nuevo apodo de Corben, agradeció a Vale rompiéndole el cuello y matándolo.
A pesar de ignorar las órdenes de Vale, Metallo entró en conflicto con Superman en varias ocasiones, en gran parte debido a sus continuas actividades como un matón mezquino. Más tarde, Metallo perdió su corazón de kryptonita ante Lex Luthor, aunque los sistemas de soporte vital de respaldo le permitieron reactivarse y escapar. Seguía siendo una espina en el costado de Superman y era lo suficientemente poderoso como para paralizar a la Patrulla Condenada. Aun así, la heroína nacida en India que se hacía llamar Celsius lo hizo pedazos con sus poderes térmicos. Más tarde, Metallo recibió una mejora importante a través de un trato impío con el demonio Neron. Como resultado, Metallo podía transformar su cuerpo en cualquier forma mecánica que pudiera imaginar (convirtiendo sus manos en pistolas o "haciendo crecer" un jet-pack desde su espalda) y proyectar su conciencia en cualquier dispositivo tecnológico o metálico. También podría crecer hasta un tamaño monstruoso. Durante una batalla, sus puños gigantes fueron separados y luego convertidos en viviendas por otros superhéroes. En otro incidente, Metallo se volvió más loco por el Joker y usó su altura para destruir un tren elevado de pasajeros.
Como Superman y otros aprendieron en varias ocasiones, la forma más efectiva de neutralizar a Metallo era quitarle la cabeza (en gran parte invulnerable) y aislarla de otros elementos metálicos.
En Superman/Batman # 2 (noviembre de 2003), Lex Luthor fabricó pruebas que implicaban a John Corben como el criminal que disparó y mató a Thomas y Martha Wayne, los padres de Bruce Wayne.

#### Superman: origen secreto
En la miniserie de 2009-10 Superman: Secret Origin, (que vuelve a contar los orígenes de Superman y su elenco secundario), Metallo es el Sgt. John Corben. Sirve bajo el padre de Lois Lane, el general Sam Lane. El general Lane está tratando de empujar a su hija, Lois, a una relación con Corben. Aunque tuvieron una cita, ella no responde a sus sentimientos por ella. A continuación se ve a Corben registrándose en una opción militar para neutralizar a Superman (aparentemente con la ayuda de un traje de poder construido por LexCorp). Sin embargo, en su primer encuentro con Superman, una bala perdida golpeó la roca de Kryptonita dentro del traje, lo que provocó una cascada de energía desastrosa dentro del traje de batalla que casi mata a Corben. Gracias a los esfuerzos de Lex Luthor y un excelente equipo de científicos, Corben sobrevivió, en parte hombre, en parte máquina, con la roca Kryptonita funcionando como su nuevo corazón. Impulsado por el odio hacia este invasor alienígena, se convirtió en el villano conocido como Metallo. Metallo, que ahora llevaba una armadura verde, naranja y roja, posteriormente atacó a Superman nuevamente en un alboroto que puso en peligro no solo a los ciudadanos de Metrópolis, sino a sus propios compañeros soldados. Fue derrotado por Superman una vez más.

### The New 52
En septiembre de 2011, The New 52 reinició la continuidad de DC. En esta nueva línea de tiempo, John Corben está bajo el mando del general Sam Lane. El general Lane le dice que hable con Lois Lane, cuando ella sigue preguntando dónde está Superman. Se da a entender que Corben y Lois alguna vez tuvieron una relación. Cuando Superman escapa de la custodia militar, Corben se alista en lo que parece ser un proyecto militar cooptado por Lex Luthor, el general Lane y el joven científico Doctor John Henry Irons - "Proyecto Soldado de Acero" - para ir contra Superman. Corben se ve con el traje "Metal 0" con científicos, en su mayoría Irons, tratando de ayudarlo. Sigue creyendo que lo hizo por el cariño de Lois y cuando las agujas robóticas están en su cabeza, Metallo toma el control y su corazón estalla. Metallo luego grita "¿Dónde está Superman?". Aunque el ataque a Superman tiene éxito, se revela que Metallo ha sido subvertido por Brainiac como parte de sus propios planes, y su alboroto es derrotado cuando el Doctor Irons usa su propio traje blindado para luchar contra Corben y cargar un virus informático que diseñó en caso de tal situación. Después de escapar, y aún bajo el control de Brainiac, Corben continuó luchando contra Superman hasta que pudo razonar con Metallo y luchar contra la influencia de Brainiac debido a sus sentimientos por Lois Lane. Al hacerlo, Corben atacó a Brainiac hasta que Superman pudo derrotar al villano, pero posteriormente cayó en coma y fue recuperado por el ejército.

#### Maldad Eterna
Se reveló que la armadura lo mantenía con vida gracias a la tecnología alienígena, pero sin un corazón pronto moriría. El general Lane les dijo a sus científicos que encontraran una manera de salvarlo, ya que ayudó a salvar Metrópolis. Más tarde se le dio un corazón de kryptonita para mantenerlo con vida, ya que era la única energía compatible con su cibernética. Después de 31 meses en estado vegetativo, Corben fue devuelto con un fragmento de kriptonita al servicio activo en el ejército de los EE. UU. Dado que sus acciones causaron la muerte de cientos de civiles, el general Lane intentó matarlo haciendo explotar el avión en el que lo transportaban. Sobrevivió y buscó venganza contra Lane en su base, solo para ser confrontado por un soldado mejorado como él "Metal -2,0 ". Cuando Corben demuestra demasiado, Metal-2.0 activa su mecanismo de autodestrucción, con la esperanza de destruir a Corben junto con él mismo. Sin embargo, el Espantapájaros lo salva y le ofrece un lugar en la Sociedad Secreta de Supervillanos, que ahora se hace llamar Metallo. En "Forever Evil", Ultraman le arranca el corazón de kryptonita debido a su adicción al mineral.

#### Condenado
Corben finalmente fue visto nuevamente encarcelado en la superprisión aislada de John Henry, finalmente redactado nuevamente por el gobierno de los EE. UU. Poco después, pero solo es devuelto a su servicio por el escrúpulo de Lois una vez más (que estaba secretamente bajo la influencia de Brainiac). Dado el peligro actual que representa cuando Doomsday se apoderó de él, Lois convenció a Metallo de atropellar a Superman en un bombardeo de kryptonita y fue incinerado sumariamente por la explosión; todo lo que quedaba de él era la exo-repisa de Metal Zero fusionada con sus restos ahora carbonizados. Lois, ahora completamente subsumida por la conciencia de Brainiac dentro de ella, es capaz de recrear el yo esencial de Corben descargando su memoria del hombre que era en lo que quedaba de su viejo traje Metal-0, dijo el facsímil del sargento militar ahora fallecido. un fiel eco de quien alguna vez fue, obediente a todos sus caprichos. Serviría como su guardaespaldas ya que la influencia de Dox la obligó a paralizar los sistemas de defensa militar de todo el mundo. Sin embargo, inmediatamente cambiaría de bando una vez que Lois se liberara de su control, y la ayudaría a combatir la amenaza alienígena a su mundo. Cuando Superman y Lois partieron para detener a Brainiac, Metallo se quedó en la Tierra para defender Metrópolis en su lugar. Después de que se resuelve la crisis, Corben se ve más tarde haciendo guardia sobre Metrópolis con Krypto, aparentemente satisfecho con su posición actual.

#### Verdad/Amanecer salvaje
A raíz de que la identidad de Superman se reveló al mundo cuando el héroe comenzó a perder sus poderes, se llevaron a cabo muchas investigaciones sobre su identidad, contactos y motivos por intereses colectivos. Al ver que su vida corría más peligro que nunca, Metallo se mantuvo cerca de su amor mientras ella avanzaba e investigó un poco por su cuenta mientras tanto. Mientras que Vándalo Salvaje hizo su juego por el máximo poder, Lois y Metallo estaban cerca de la escena en la que Superman evitaba que su barco de guerra aplastara una pequeña ciudad. Mientras ayudaba a Superman, cuando Lois se negó a dejar su lado durante la batalla con la progenie empoderada de Savage, el caparazón biónico de John resultó gravemente dañado. Buscando hacer las cosas bien con todo lo malo de su vida, ofreció voluntariamente su corazón de kryptonita a Superman (el héroe sin poderes que había descubierto un tratamiento para su pérdida de poderes que básicamente implicaba darse quimioterapia con kryptonita), sabiendo muy bien que no podía sobrevivir sin él.

## Poderes y habilidades
El cuerpo metálico de Metallo le ofrece un alto grado de protección contra ataques físicos y energéticos. Tiene habilidades mejoradas y ya no necesita comer, dormir ni respirar. Su cerebro está sellado herméticamente dentro de un cráneo de aleación blindado que tiene su propia fuente de alimentación. Cuando fue creado por primera vez, estaba impulsado por un corazón de kryptonita; perdiendo eso, subsistió con plutonio. Además, debido a su cuerpo cyborg, Metallo posee una fuerza y velocidad sobrehumanas, lo suficiente como para representar un desafío e incluso una amenaza para oponentes como Superman (en ese caso, también aprovecha el poder debilitador de la kryptonita además de su propia fuerza).
A lo largo de su carrera criminal, el cuerpo de Metallo sería diezmado constantemente por diversas circunstancias. Como tal, recibiría numerosas mejoras o un chasis completamente nuevo 'para reemplazar sus partes dañadas, como la oscura organización de supervillanos Cerberus, que lo modificó con un cuerpo muy superior, uno con revestimiento de cráneo revestido de plomo y una capa anatónica que incluso Superman no pudo demoler. Esto le dio una fuerza y durabilidad mucho mayores, junto con una regeneración mecánica moderada para reparar el daño interno. Más tarde fue equipado con un cuerpo técnico LexCorp más grande, que le dio visión láser y aumentó aún más sus habilidades físicas. Poco después de su destrucción, Corben había recibido un nuevo cuerpo de Conduit, el supervillano impulsado por Kryptonita; lo que le dio a Metallo explosiones radiactivas de sus manos y podría utilizar el geomagnetismo para hacerlo físicamente inamovible, incluso para el Hombre de Acero, siempre y cuando estuviera parado sobre suelo sólido o piso dentro de un complejo de edificios.
Metallo eventualmente vendería su alma (o lo que quedaba de ella) al archidemonio Neron a cambio de un mayor poder, obteniendo las habilidades para controlar mentalmente y absorber cualquier objeto mecánico o metálico en el que se enfoca y transformando cualquier tecnología (incluido él mismo) en una extensión de su exoesqueleto (una habilidad similar al Cyborg Superman).
Al experimentar con sus nuevas habilidades, Metallo descubrió que podía alternar diferentes frecuencias de energía para aprovecharlas y redistribuirlas de varias fuentes de energía. Brainiac 13 mejoró a Metallo para aprovechar varios espectros de luz para utilizar mejor sus habilidades cargadas de kryptonita. Su cuerpo mecánico también se actualizó para poder crecer hacia proporciones monolíticas. También se le representa ocasionalmente con un metal líquido endoesqueleto basado en la capacidad, que posee la capacidad de transformar partes de su cuerpo, específicamente sus extremidades, en diferentes armas o herramientas, como motosierras, palas, martillos, etc. Aunque no es un genio como Lex Luthor o Brainiac, el tiempo que Corben ha pasado con las máquinas le dio una comprensión talentosa de cómo funcionan, lo que le permitió jugar con sus funciones mecánicas incluso antes de obtener sus capacidades de tecnomorfismo.
Durante la publicación de Salvation Run, se revela que Metallo también cuenta con una mente cibernética de alto cálculo con la que analizar el número de resultados posibles y probables y escenarios de éxito. En la continuidad anterior, el Lex Luthor de Pre-Flashpoint modificó a Corben para enfundar y utilizar diferentes formas de kryptonita; con un rojo-k mutagénico, un azul-k invertido y, por último, un oro-k artificial que le quita el poder al verde-k que ya poseía. Incluso podría impulsar una gran cantidad de armamentos anti-kryptonianos desarrollados por Luthor a través de él.

## Otras versiones
- Metallo apareció en Superman: Red Son como un proyecto (entre muchos otros) inventado por el Dr. Lex Luthor para el gobierno de Estados Unidos para combatir a Superman, que sirve a la Rusia comunista.[40]
- La portada de Marvel Comics presentó a un personaje no relacionado llamado Metallo en Tales of Suspense # 16 (abril de 1961).[41]
- La Edad de Plata de Metallo aparece en la serie Justice.[42]
- En Superman Family Adventures de Art Baltazar, Jack Corben era un astronauta que se enfermó después de volar a través de un campo de asteroides de kryptonita. Lex Luthor lo manipula haciéndole creer que todo fue culpa de Superman y que puede ayudar a Jack si Jack derrota a Superman. Jack toma la delantera en la lucha con su kryptonita, pero John Henry Irons ayuda a la familia Superman a atrapar a Jack en un caso principal. Esta versión no es un cyborg, sino que tiene una gran armadura metálica que contiene todo su envenenamiento por kryptonita.[43]

## En otros medios

### Televisión

#### Acción en vivo
- En el episodio de Superboy de la segunda temporada "Metallo", Roger Corben (interpretado por Michael Callan), un ladrón de bancos torpe, intenta robar un vehículo blindado a pesar de que tiene dolores extremos en el pecho. Superboy llega y detiene al ladrón de bancos, pero el delincuente de poca monta tiene un ataque al corazón y es llevado a un hospital. Después de una larga recuperación, se escapa asesinando a su médico. Después de irse, sufre otro infarto y su coche choca contra un árbol y explota. La policía asume que está muerto, pero el periodista Clark Kent no está tan seguro. Mientras tanto, Corben está vivo. Cae en manos de un médico mentalmente desequilibrado que lo convierte en más una máquina que un ser humano y reemplaza su corazón humano defectuoso con la fuente de energía radioactiva kryptonita. Como Metallo, Corben hizo varias apariciones más en Superboy, específicamente en los episodios "Super Menace", "People Vs. Metallo", "Threesome" (partes 1 y 2) y "Obituary for A Super-Hero".
- En el episodio "Metallo" de Lois & Clark de la segunda temporada, Johnny Corben (interpretado por Scott Valentine) era el novio de Lucy Lane y, sin que ella lo supiera, un delincuente de poca monta. No solo tiene un pasado criminal, sino que está golpeando a Lucy por dinero. Lois Lane intenta convencer a su hermana de que Johnny no es bueno, pero Lucy no escucha nada de eso. Johnny recibió un disparo cuando un atraco salió mal y, al caer en manos del Dr. Emmett Vale, un ex científico de LexCorp con la ayuda de su hermano Rollie Vale, reconstruyó a Johnny en un cyborg de Kryptonita llamado Metallo y comienza a causar estragos en Metrópolis. Y, dado que Metallo funciona con Kryptonita, incluso Superman no puede detenerlo. Cuando Metallo secuestra a Clark para usarlo como cebo para atraer a Superman, depende de Lois y Jimmy Olsen salvar a Clark, pero nada puede salvar a Metallo después de un enfrentamiento final con Superman, quien, ahora consciente de su fuente de poder de kryptonita, conserva su distancia, usando su súper aliento y visión de calor para derrotarlo. Emmett es capturado, pero Rollie logra escapar con la kryptonita de Metallo, dejando a Metallo muerto.
- En Smallville, John Corben / Metallo (interpretado por Brian Austin Green en la novena temporada, actor no acreditado en la décima temporada) aparece en el estreno de la temporada "Savior" como un ex reportero de guerra que trabaja en el Daily Planet junto a Lois Lane.[44] En "Metallo", se revela que desprecia a Blur (Clark Kent) porque este último rescató a un prisionero que luego asesinó a la hermana de Corben. Después de ser atropellado por un camión, el Mayor Zod lo experimenta.soldados de Kandorian y se despierta con apéndices biónicos, incluido un corazón artificial impulsado por kryptonita, y ataca al Blur en venganza por su hermana. Clark, aunque debilitado por la radiación de kryptonita, usa una placa de plomo para derrotar a Corben, quien es recuperado por Tess Mercer, CEO de LuthorCorp. En "Upgrade", la locura previa de Corben se explicó como una falla en su corazón de kryptonita y los científicos de Tess lo reparan y lo convierten en un arma sin sentido. Corben derrota a Zod y a Clark infectado con kryptonita roja, recuperando su libre albedrío después de que le quitan el chip de control de la cabeza. Corben pasa a la clandestinidad después de recibir de Lois un corazón de kryptonita roja. A pesar de recuperar la cordura y separarse en buenos términos con Lois y Clark, ha vuelto a ser un villano con un corazón de kryptonita verde en "Prophecy". El equipo de villanos, "Marionette Ventures": se le asigna como objetivo a Supergirl. Aparece en la continuación del cómic Smallville: Season Once lo que explica su cambio de carácter ya que su biología rechazó el corazón de kryptonita roja y se convirtió en un mercenario, encargado por una dictadura tiránica en un país rural para someter y eliminar a un protector de las fuerzas rebeldes; quien era secretamente la Kryptonita empoderada Lana Lang. Su nuevo corazón Green-K que le dio a Toyman, tenía la capacidad de absorber las firmas de energía de las rocas de meteoritos que lo hacían mucho más poderoso. Cuando absorbió los nanitos de kryptonita en la biología aumentada Prometheus de Lana Lang, le dieron la capacidad de extender la mano y asimilar cualquier construcción metálica o mecánica dentro del alcance, similar a las habilidades de tecnomorfización de su apariencia de cómic. Finalmente fue detenido y encarcelado por el gobierno de los Estados Unidos cuando Lana y Lois lograron incapacitarlo quitando su fuente de energía.
- Hay cinco versiones diferentes de Metallo que aparecen en Arrowverso:
  - John Corben aparece en el episodio "Las aventuras de Supergirl", interpretado por Frederick Schmidt.[45] Fue contratado inicialmente por el entonces detenido Lex Luthor para asesinar a su hermana Lena Luthor para evitar que ella cambio de marca de Luthor Corp. Sus dos primeros intentos de matar a Lena fallan debido a la intervención de Supergirl y Superman y su tercer intento es frustrado por Alex Danvers y Lena, quien dispara a Corben cuando intenta tomar a Alex como rehén. Mientras lo envían al hospital, es interceptado por el Proyecto Cadmus que realizan un experimento para convertirlo en Metallo. Después de conocer al líder del Proyecto Cadmus (quien más tarde se reveló que era la madre de Lex Luthor, Lillian), Metallo se desata en Supergirl y Superman. Mientras Superman luchaba contra el otro Metallo, Supergirl recibió ayuda de Alex Danvers para quitarle el corazón de Kryptonita. Luego, Supergirl usó los ojos de Metallo para hablar con Proyecto Cadmus y hacerles saber que los encontrará. Más tarde es sacado de la cárcel a través de un "corazón" sintético de Kryptonita traído de contrabando por Hank Henshaw (quien también manipuló las imágenes de seguridad para que pareciera que Lena Luthor había sido la que se metió de contrabando en el corazón como parte de un elaborado complot para incriminar a Lena y obligarla a ayudar a su madre). Sin embargo, debido a que la Kryptonita sintética era inestable, Corben estaba sufriendo lentamente un colapso radiológico y finalmente murió por autodestrucción a pesar de los mejores esfuerzos de Supergirl para salvarlo.
  - Aparte de Corben, el Dr. Gilcrist, científico del Proyecto Cadmus (interpretado por Rich Ting), también fue sometido de mala gana a ser el segundo modelo de Metallo por Lillian Luthor. Durante su pelea con Superman, Detective Marciano eliminó el corazón de Kryptonita del Dr. Gilcrist y lo apagó.
  - Un Metallo (Metallo-X) completamente robótico, con la voz de Frederick Schmidt, aparece en la historia cruzada de cuatro partes "Crisis on Earth-X", que une los programas Supergirl, Arrow, The Flash y Legends of Tomorrow. Aparece como el sirviente de un régimen nazi liderado por Oliver Queen y Kara Zor-El, y toma cautivos a los héroes principales de los espectáculos antes mencionados. Finalmente es destruido por los poderes combinados de los personajes de los programas, Flash, Canario Negro, Killer Frost, Citizen Cold, Ray, Átomo, Firestorm, Heat Wave, Zari, Vibe y Vixen. Esto marca la primera representación de acción en vivo de la aparición de Metallo en los cómics, todos los medios anteriores lo describieron como en su mayoría de aspecto humano.
  - Otra versión de Metallo aparece en Supergirl, esta versión es Otis Graves (interpretado por Robert Baker). Apareció por primera vez en el estreno de la temporada 4 de "American Alien" como humano, y así fue hasta su aparente muerte (junto con su hermana Mercy), en el episodio "Ahimsa" a manos de una Hellgrammite. Luego se le ve en el episodio "Oh hermano, ¿dónde estás?" como vivo, pero no se indica cómo. Luego se revela en el episodio "Crimen y castigo" que Lex Luthor y Eve Teschmacher lo resucitaron con Kryptonita, en una versión actualizada del traje de Metallo. Más tarde es asesinado por Ben Lockwood.[46]
  - Un quinto Metallo aparece en el episodio de la temporada 4 de Supergirl "All About Eve". Esta versión es un hombre anónimo que custodia el laboratorio de Eve Teschmacher en la Universidad de National City.

#### Animación
- John Corben / Metallo aparece en varias series animadas ambientadas en el Universo animado de DC:
  - Hizo su debut en Superman: la serie animada, con la voz del veterano actor Malcolm McDowell. John Corben era originalmente un criminal a sueldo inglés, que finalmente fue capturado y encarcelado por Superman. Durante su tiempo en prisión, Corben contrajo una enfermedad rara y fatal. Su empleador anterior (y la persona responsable de que Corben fuera infectado por la enfermedad), Lex Luthor, luego le ofreció una nueva oportunidad de vida transfiriendo su conciencia a un cuerpo robótico y, a cambio, Corben mataría a Superman por Luthor. El cuerpo del androide está hecho de una aleación indestructible llamada "Metallo" y funciona con una fuente de energía de kryptonita para usar contra el Hombre de Acero. Sin embargo, Corben pronto se enteró de que su nuevo cuerpo no tenía sentido del gusto, el olfato o el tacto, y esta privación sensorial lo volvió loco. Al darse cuenta de que ya no era el hombre que alguna vez fue, Corben se autodenominó "Metallo", y sintió un placer brutal al tratar de matar o torturar a Superman, generalmente con su núcleo de kryptonita.
  - Metallo regresa en el episodio "Hereafter" de Liga de la Justicia, con la voz de Corey Burton. Aparece como miembro del Escuadrón de venganza contra Superman.
  - Malcolm McDowell repitió su papel de Metallo en Liga de la Justicia Ilimitada, donde es miembro de la Sociedad Secreta de Gorilla Grodd. Él, junto con Silver Banshee, son enviados en una misión a Skartaris para obtener una gran roca de kryptonita, pero finalmente son derrotados por la Liga de la Justicia. Cuando intenta contarle a la Liga sobre la nueva Sociedad Secreta, su cerebro es frito por un protocolo que Grodd le programó en secreto.
- Metallo apareció en la temporada 5 de la serie animada The Batman, con la voz de Lex Lang. Su corazón de kryptonita no está en su centro, sino en el cuadrante superior izquierdo de su pecho. Además, Metallo tiene una fuente de energía de respaldo y puede funcionar sin el corazón de kryptonita. Lex Luthor le pagó a Metallo para que matara a Superman. Debido a la kriptonita, Superman luchó en una batalla perdida hasta que Batman y Robin aparecieron. Se las arreglaron para sacar la kryptonita de Metallo el tiempo suficiente para que Superman se recuperara. Después de recuperarse, Superman derrotó a Metallo atrapándolo en un compactador hidráulico, aunque se dice que un cierto tipo de batería lo mantiene con vida. No se da su origen.
- Metallo hace un cameo como uno de los villanos que Superman y Batman derrotan juntos en Batman: The Brave and the Bold. Superman está luchando con Metallo en la parte superior de un edificio cuando Metallo expone su corazón de kryptonita y debilita a Superman. Batman viene y usa un gancho de agarre para sacar el corazón de kryptonita del centro del pecho de Metallo. Metallo es luego fácilmente derrotado por Superman con un solo golpe. Su diseño es como el Metallo de la Edad de Bronce aunque mucho más voluminoso que Superman.
- Metallo aparece en el corto animado de Justice League Action, "True Colors", con la voz de Chris Diamantopoulos. En un intento de ayudar a Superman convirtiendo el corazón de kryptonita de Metallo en plomo, Firestorm lo convierte en diferentes versiones de kryptonita, cada una con diferentes efectos en Superman. Después de que la Kryptonita rosa convierte a Superman en una mujer, ella derrota a Metallo y Firestorm logra convertir su corazón en líder.
- Metallo aparece en Harley Quinn. Aparece en "LODRSVP" como miembro de la Legión del Mal.
- Metallo aparece en Mis aventuras con Superman.[47]Esta versión es una serie de drones creados por AmerTek antes de ser adquiridos por Lex Luthor y Amanda Waller para el uso de Task Force X. A lo largo de apariciones posteriores, Luthor actualiza los Metallos con fuentes de energía de Kryptonita, pero Brainiac toma el control de ellos en medio de su invasión a la Tierra antes de que finalmente se desactiven después de su derrota.

### Película
- Metallo aparece en la película animada Superman/Batman: Enemigos Públicos, que se basa en el arco de la historia del cómic de 2003 de Jeph Loeb del mismo nombre que apareció en el cómic de Superman/Batman. En la película, Metallo tiene la voz de John C. McGinley.[48] Actúa como el guardaespaldas de Lex Luthor, quien luego pelea con Superman y Batman. Después de que escapan de él, es asesinado por Mayor Force y su muerte se utiliza para incriminar a Superman, aunque un análisis superficial de su cuerpo por parte de Batman confirma que fue asesinado por una explosión de radiación en lugar de una visión de calor.
- Metallo hace una breve aparición en All-Star Superman. Se le ve levantando pesas cuando Lex Luthor, escoltado por guardias armados, y Clark Kent (que está entrevistando a Lex Luthor), pasan por su celda de cristal. Él mira hacia arriba cuando pasan. Clark Kent pareció alejarse de la celda de Metallo porque no estaba hecha de plomo. Esto llevó a Parasite a escapar de su celda cerca de Metallo, ya que Parasite absorbió fácilmente el poder de Clark Kent desde unos pocos metros de distancia. La única razón por la que Superman no se vio afectado por el corazón de kryptonita fue porque sus poderes sobrecargados lo hicieron inmune a él.
- Metallo aparece en la película animada Justice League: Doom, con la voz de Paul Blackthorne.[49] Es parte de la Legión del Mal de Vándalo Salvaje, y es su contraparte de Superman. Es más alegre que sus compañeros miembros de la Legión, como lo demuestran sus intentos de estrechar la mano de Bane después de decir que era un fanático del trabajo de Bane, y se ríe abiertamente cuando Vándalo Salvaje presenta su plan. Atrae la atención de Superman haciéndose pasar por el reportero del Daily Planet, Henry Ackerson y dirigiéndose a la parte superior del edificio, afirmando haberse suicidado. Lois Lanele cuenta a Superman sobre Ackerson, y el Hombre de Acero vuela al techo y lo convence de que no salte. Metallo luego saca una pistola que contiene una bala de kryptonita y dispara a Superman en el pecho y expone su corazón de kryptonita antes de derribar a Superman del techo y llevarlo a las calles de abajo. A pesar de burlarse inicialmente del plan de Savage, él participa en él. Cuando la Liga de la Justicia asalta el Salón de la Perdición, Metallo lucha contra Superman, ganando terreno usando su corazón de kryptonita para debilitar al Hombre de Acero. A pesar de contener a Superman durante la mayor parte de la pelea, una vez que Salvaje lanza su misil, Superman golpea el revestimiento que contiene el corazón de Metallo sobre la kryptonita, atrapándolo a la fuerza antes de que Superman use su visión de calor para decapitar a Metallo. Lo más probable es que le volvieran a unir la cabeza a Metallo y lo pusieran bajo custodia.
- Metallo aparece brevemente en la película de 2018 The Death of Superman como un holograma en la sala de entrenamiento del Salón de la Justicia, y en el titular de un periódico se indica que fue derrotado por Cyborg Superman en la película animada de 2019 Reign of the Supermen.
- Inicialmente se consideró que Metallo era el antagonista en la secuela de El hombre de acero de Zack Snyder, pero el proyecto finalmente se canceló a favor de Batman v Superman: Dawn of Justice. Luego se reveló que Metallo iba a ser un villano en un borrador anterior de Dawn of Justice usando el cuerpo de Wallace Keefe.[50] Se rumoreaba que estaría en la pelea final entre Superman, Batman y Wonder Woman en lugar de Doomsday, pero esto nunca se confirmó. Su creador, Emmet Vale, aparece en Dawn of Justice, interpretado por Ralph Lister.[51][52]

### Videojuegos
- Malcolm McDowell retoma su papel de Metallo en Superman: Shadow of Apokolips como el jefe final.
- Metallo aparece como uno de los jefes en Superman: The New Adventures.
- Metallo aparece como un jefe recurrente en Superman Returns, con la voz de John Billingsley. En el juego, puede asimilar autos de metal, postes de luz, etc., para convertirse en una versión más grande y fuerte de sí mismo. Metallo finalmente se da cuenta de que está derrotado y dispara un misil, que Superman detiene. Superman luego arranca la fuente de energía de Metallo.
- Metallo aparece en DC Universe Online, con la voz de Ryan Wickerham.[53]
- Metallo aparece en Injustice: Dioses entre nosotros. Es un personaje interactivo en la Isla Stryker.

#### Lego
- Metallo aparece como un personaje jugable en Lego Batman 3: Beyond Gotham, con la voz de Travis Willingham.
- Metallo aparece como un personaje jugable en Lego DC Super-Villains, con la voz de Travis Willingham.[54]

### Radio
- La adaptación de Dirk Maggs de 1990 a BBC Radio de El hombre de acero incluyó a Metallo como un personaje principal. En esta versión, Corben (interpretado por Simon Treves) vestía la armadura de batalla que Lex Luthor envió contra Superman. Para cubrir sus huellas, Luthor se aseguró de que la interfaz psiónica del traje fuera inestable, dejando a Corben como un vegetal completo. Fue 'rescatado' por el Doctor Schwarz, un ex empleado de LexCorp descontento, que había estado rastreando la cápsula que trajo al bebé Superman a la Tierra y robó esto de la granja de los Kent. Habiendo construido para Corben un cuerpo de androide alimentado por la fuente de energía de kryptonita de la cápsula, tramaron un plan para matar a Lex Luthor y Superman. Metallo traiciona a Schwarz y le rompe el cuello. Secuestrando a Lois Lane, Metallo se refugia en la central eléctrica en Two Mile Island esperando que Superman se enfrente a él. Durante la batalla aseguradora, Lex Luthor interviene y arranca el corazón de kryptonita de Metallo.

### Juguetes
Su figura de acción de DC Universe Classics es una figura de 'Collect and Connect' en Wave 5 con el Riddler (cabeza y torso), el Átomo (brazo derecho), el Erradicador (brazo izquierdo), Amazo (pierna derecha) y Black Lightning (pierna izquierda).